# Villeneuve-lès-Montréal
Villeneuve-lès-Montréal ou Vilanòva de Mont-real é uma comuna francesa na região administrativa de Occitânia, no departamento de Aude. Estende-se por uma área de 2,20 km². Em 2010 a comuna tinha 324 habitantes (densidade: 147,3 hab./km²).